# Comuna Bavoriv
Bavoriv (în ucraineană Баворів) este o comună în raionul Ternopil, regiunea Ternopil, Ucraina, formată din satele Bavoriv (reședința) și Zastavie.

## Demografie
Componența lingvistică a comunei Bavoriv
     Ucraineană (99,74%)
     Alte limbi (0,27%)
Conform recensământului din 2001, majoritatea populației comunei Bavoriv era vorbitoare de ucraineană (99,74%), existând în minoritate și vorbitori de alte limbi.